# سرزمین ملائک
سرزمین ملائک (نام ابتدایی: سفر به سرزمین ملائک) یک سریال محصول سال ۱۳۷۶–۱۳۷۵ به کارگردانی علی غفاری،  می‌باشد که از شبکه یک پخش شد. فیلمبرداری این مجموعه دوم آبان ۱۳۷۵ به کارگردانی کمال تبریزی در ورامین آغاز شد؛ ولی کمال تبریزی از ادامه کار کناره گرفتند و دستیار اجرایی کارگردان علی غفاری کار را ادامه دادند.

## خلاصه داستان
روستای ملائک در جنگ ایران و عراق توسط رژیم بعث اشغال شده‌است. به کمک حاج قاسم و مصطفی، روستا آزاد می‌شود. مصطفی اسیر می‌شود و حاج قاسم پای خود را از دست می‌دهد. حاج قاسم و خانواده اش به روستا برمیگردند و شروع به بازسازی منزل خود می‌کنند. دشمن قصد تصرف دوباره این روستا را دارد که این بار نیز موفق نمی‌شود. پس از اتمام جنگ روستائیان بازمی‌گردند و به آبادانی روستایشان مشغول می‌شوند.

## بازیگران
- ژاله صامتی
- ملیحه نیکجومند
- آزیتا لاچینی
- احمد عباسقلی
- حسین معلومی
- حمید دلشکیب
- سعید نورالهی
- شهیار سعیدنیا
- فاطمه طاهری
- هدایت الله نوید
- مینا نوروزی
- فیروز بهجت‌محمدی در نقش قاسم
- حبیب دهقان‌نسب
- رامبد شکرآبی
- آیدا تبیانیان
- احمد عباسقلی
- شیرین صمدی
- رؤیا خلیلی
- محمدقاسم پورستار
- ایمان میرکاظمی
- دنیا مهجور
- محمدرضا شریفی
- سمیه رضوی
- پوریا کاشی
- سید محسن خرمدره
- فیض الله مهدی‌خانی
- مهدی طوسی
- مجید کریمی
- بهروز آذریون
- هادی معصومی
- محمد ذوالفقاری
- عباسعلی سمایی
- یعقوب غفاری
- ابراهیم رمضانی
- مجید قاسمی
- حسن دهقان
- علی جوادپور
- حمید ثابت‌نیا
- سازگار
- علی عبدالله زاده
- حسین وفائی
- ابراهیم دهقانی
- یوسف صدیق (بازیگر)
- منصور نوروزی

## عوامل تولید
- کارگردان(ان): کمال تبریزی-علی غفاری
- مجری طرح: کمال تبریزی
- نویسنده: علی غفاری
- بر اساس طرحی از حسین قاسمی جامی
- مدیر فیلمبرداری: سعید صادقی
- موسیقی: بهنام ابطحی
- تدوین: محمد حقیقی
- طراح صحنه و لباس: حسین منصور فلاح
- طراح گریم: حسین صالحیان
- صدابردار: حسین وفائی
- منشی صحنه: علی عبدالله زاده
- جلوه‌های ویژه: رضا رستگار
- جانشین مدیر تولید: حسن عباسی
- مدیر تدارکات: سعید عراقی
- عکاس و فیلمبردار پشت صحنه: داود آتش‌افروز